# Mycorhynchus
Mycorhynchus är ett släkte av svampar. Mycorhynchus ingår i familjen Pyxidiophoraceae, ordningen Pyxidiophorales, klassen Laboulbeniomycetes, divisionen sporsäcksvampar och riket svampar.
|              | Pyxidiophora                                    |
|              |                                                 |
| Mycorhynchus | \| \| Mycorhynchus brunneocapitatus \| \| \| \| |
|              | \| \| Mycorhynchus brunneocapitatus \| \| \| \| |
|              | Pleurocatena                                    |
|              |                                                 |
|              | Mycorhynchidium                                 |
|              |                                                 |
|              | Gliocephalis                                    |
|              |                                                 |
|              | Rhynchonectria                                  |
|              |                                                 |
|              | Mycorhynchus brunneocapitatus                   |
|              |                                                 |

|  | Mycorhynchus brunneocapitatus |
|  |                               |